# 아이샤 (가수)
아이샤(말레이어: Aishah)는 말레이시아의 가수이자 정치인이다. 본명은 완 아이샤 빈티 완 아리핀(말레이어: Wan Aishah binti Wan Ariffin)이고, 보통 아이샤로 잘 알려져 있다.
1984년 말렉의 노래 <Mawar Putih Mawar Merah>의 피쳐링으로 데뷔하여 잠깐 말레이시아 활동을 하다가, 후에 뉴질랜드로 무대를 옮겨 "아이샤와 팬클럽"을 결성하여 뉴질랜드에서의 활동을 했다. 하지만 몇년 못가 해체되었고, 다시 말레이시아로 돌아와 솔로로 전환하였다. 1990년 정규 앨범 <Aishah>로 데뷔했으며, 수록곡 <Janji Manismu>, <Camar Yang Pulang> 등으로 이름을 알렸다. 말레이시아의 대표적인 인기 가수였으며, 2006년까지 10개의 정규 앨범 및 4개의 컴플리케이션 앨범을 발매했다. 2010년, 기존의 팝 스타일 대신 처음으로 나시드(이슬람 음악)를 선보인 앨범 <Anak>으로 컴백했다.
그 후 별다른 활동 없이 지내다가 2013년 범말레이시아이슬람당(PAS; Parti Islam Semalaysia)에 가입했고, 동년 총선에서 젬폴 지역구 의원 후보로 등장했다. 한때 집권당인 통일말레이국민조직(UMNO; United Malays National Organization)에 관심을 가졌으나, 부정부패와 실정으로 크게 실망해 PAS를 선택했다고 한다. 그녀의 출마는 큰 논란과 비판을 불러일으켰으며, 한 UMNO 의원은 그녀의 이러한 행보에 대해 유감을 표했다. 선거에서 집권연합인 국민전선(BN; Barisan Nasional)의 릴라흐 빈 야신에게 패했다.

## 앨범

### 솔로활동 이전 (아이샤와 팬클럽)
- <Respect The Beat> (1989)

### 정규 앨범
- <Aishah> (1990)
- <Aishah II> (1991)
- <Aishah III: Asia Sedunia> (1992)
- <Klasik> (1993)
- <Wajah> (1995)
- <Memori Klasik> (1996)
- <Tiada Duka Untuk Apa> (1997)
- <Tiada Akhirnya> (1998)
- <Pulanglah Perantau> (2000)
- <Kurnia> (2006)
- <Anak> (2010)

### 참여 앨범
- <Jilid 5> (1984) (말렉 리두안의 앨범)

### 컴플리케이션 앨범
- <Merenung Bulan> (1996)
- <Memori Klasik> (1996)
- <No 1 Pop & Klasik> (2003)
- <Keunggulan> (2006)